# 4468 Погребатски
4468 Погребатски (енгл. 4468 Pogrebetskij) је астероид главног астероидног појаса чија средња удаљеност од Сунца износи 2,360 астрономских јединица (АЈ).
Апсолутна магнитуда астероида је 14,0.